# گرتسبرگ
گرتسبرگ (به آلمانی: Geretsberg) یک منطقهٔ مسکونی در اتریش است که در برونو آم این واقع شده‌است. گرتسبرگ ۳۷٫۴۳ کیلومتر مربع مساحت دارد ۴۹۱ متر بالاتر از سطح دریا واقع شده‌است.